# Wolbromek
Wolbromek je vesnice nacházející se na jihozápadě Polska při hranicích s Českou republikou. Administrativně spadá pod obec Bolków, okres Jawor, Dolnoslezské vojvodství. Navazuje na východě na město Bolków. Zastavěná část má podlouhlý charakter a rozkládá se po obou stranách řeky Nysa Szalona. Nacházejí se zde dva kostely a řada domů.

## Galerie

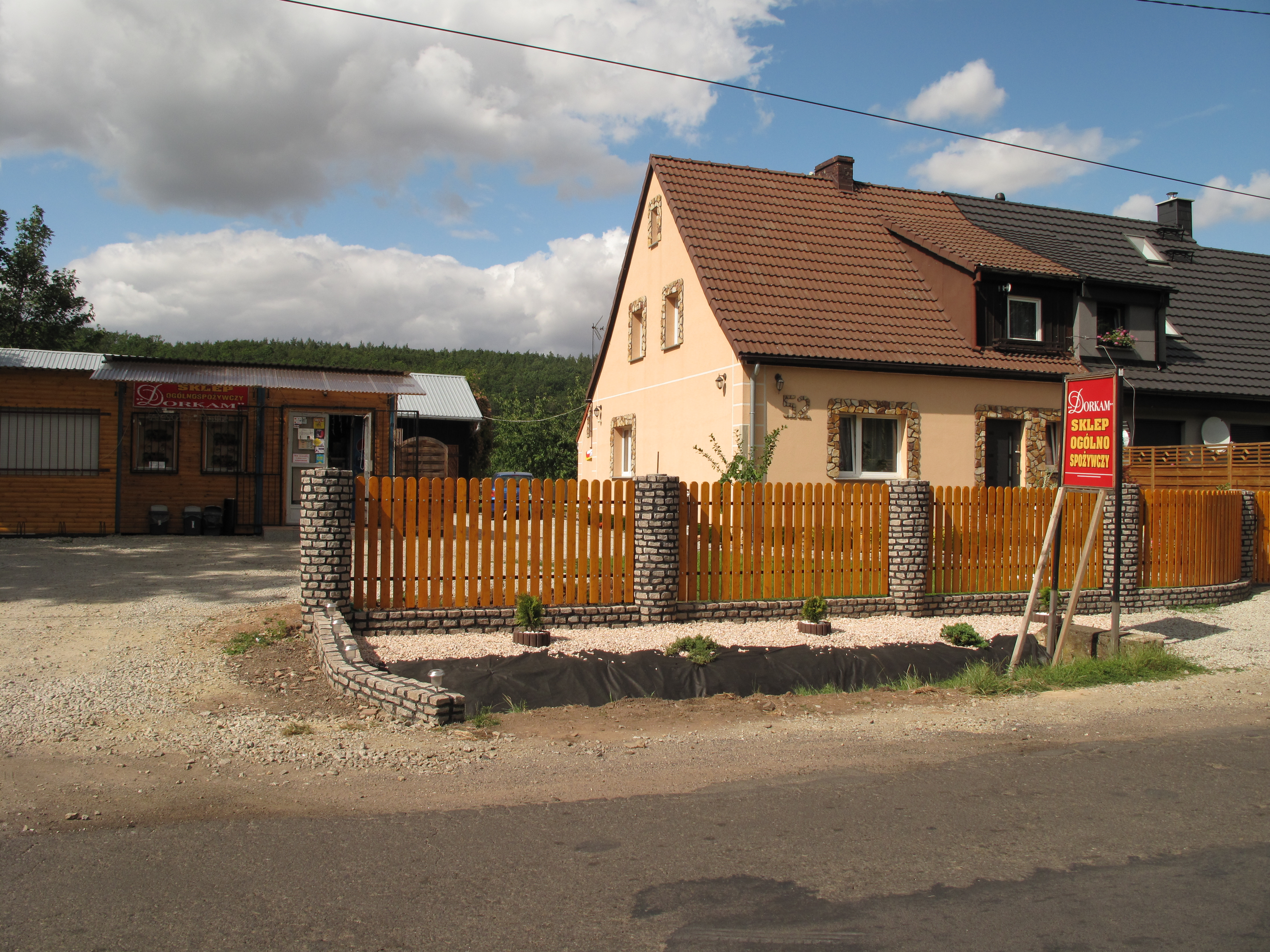
Smíšené zboží
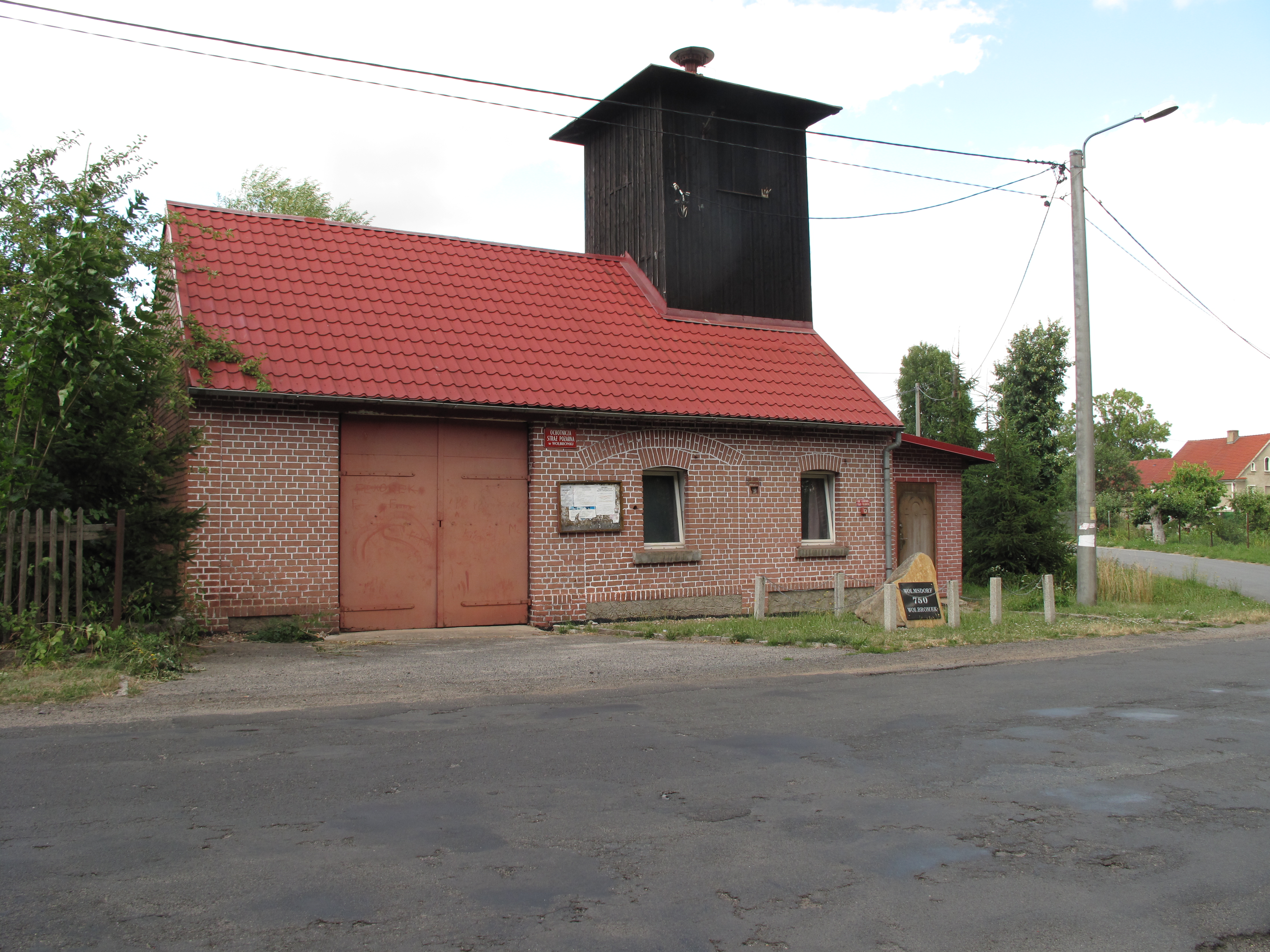
Požární zbrojnice
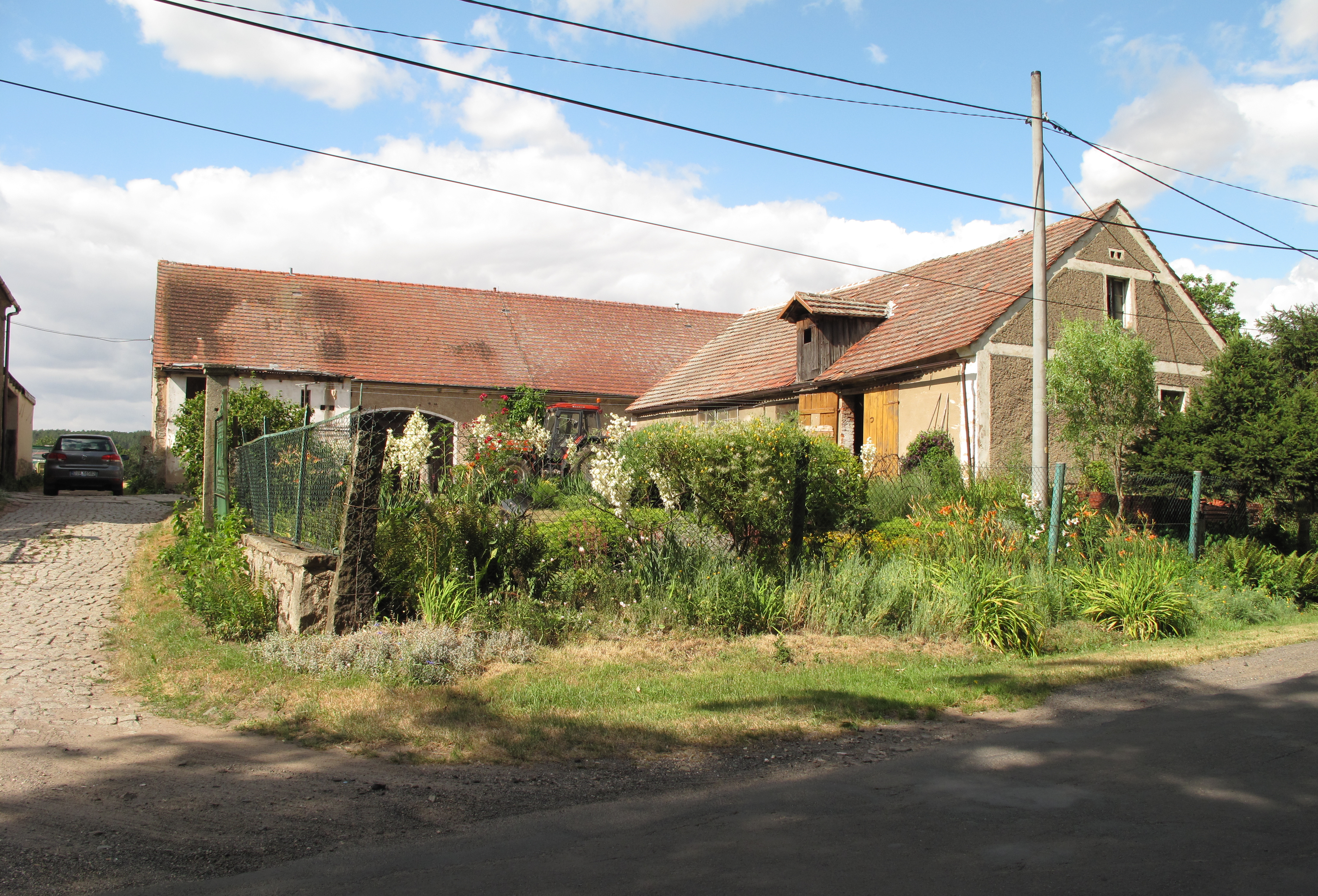
Chalupa se zahradou
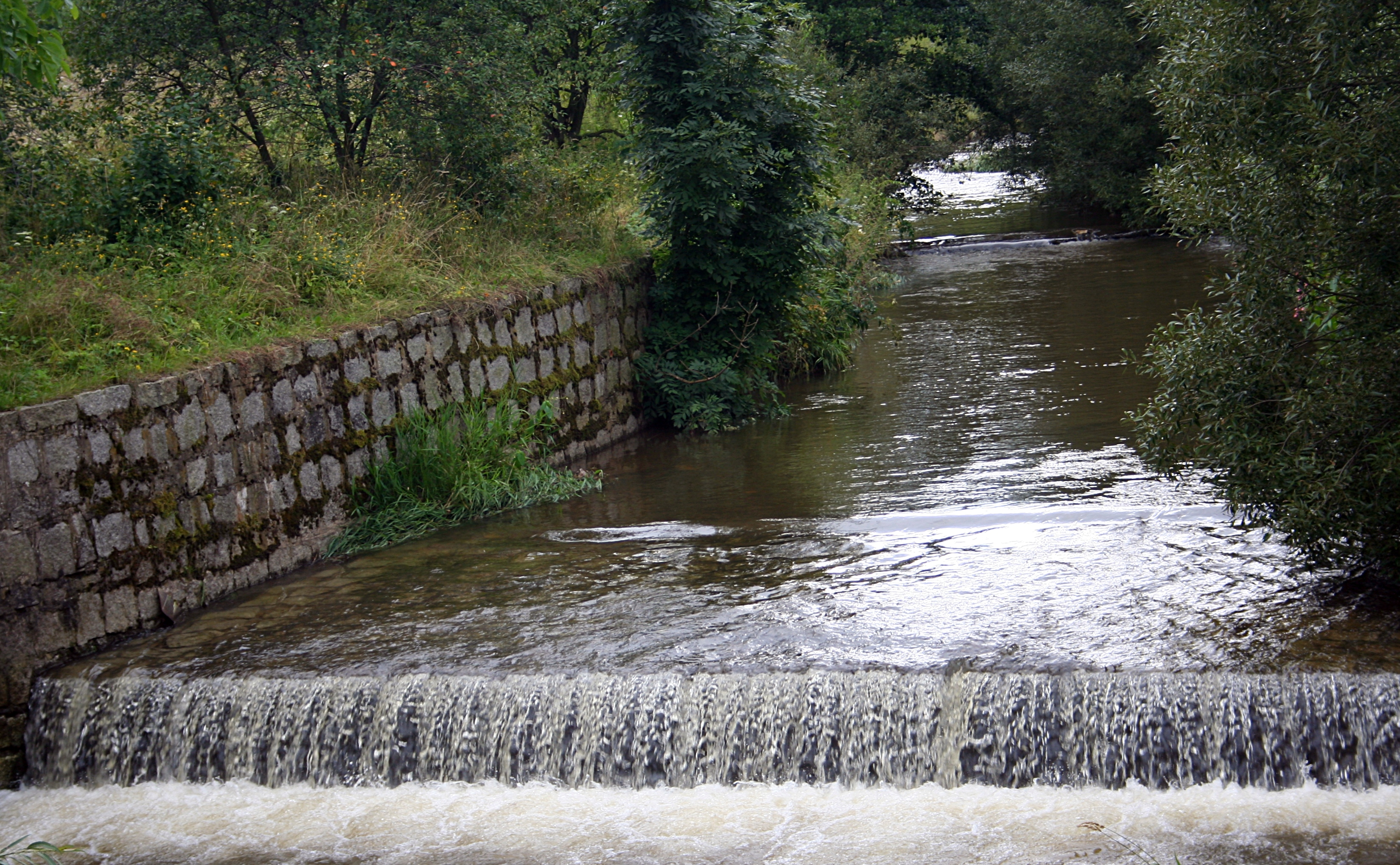
Nysa Szalona